# Оса (полуостров)
Вижте пояснителната страница за други значения на Оса.
Полуостров Оса (на испански: Península de Osa) е полуостров в югозападната част на Коста Рика, провинция Пунтаренас. Полуостровът навлиза в Тихия океан.
На полуострова живеят повече от половината видове животни, които се намират в Коста Рика. Най-големият град, разположен на полуострова, е Пуерто Джименез.